# Ibra
Ibra (em árabe: ابراء‎) é uma cidade da província Nordeste e capital do vilaiete de Ibra, no Omã. Segundo censo de 2010, tinha 14 551 habitantes. Compreende uma área de 27,1 quilômetros quadrados.